# Journey into Fear
Journey into Fear (prt: A Jornada do Medo; bra: Jornada do Pavor) é um filme norte-americano de 1943, dirigido por Norman Foster e Orson Welles, baseado em livro homônimo de Eric Ambler.

## Sinopse
Howard Graham e sua esposa Stephanie acabam de chegar em um hotel em Istambul. Howard é engenheiro da empresa americana que fornece armas a marinha turca. É levado a uma casa de shows por Kopeikin, representante local da empresa, quando durante a apresentação de um número de mágica, o próprio mágico é morto. O coronel Haki, da polícia secreta turca, o informa que o atirador é um agente nazista que pretende eliminá-lo. Haki crê ser mais seguro embarca-lo em um navio com destino a Batumi mas os agentes o perseguem.

## Elenco
- Joseph Cotten como Howard Graham
- Orson Welles como Coronel Haki
- Dolores Del Rio como Josette
- Ruth Warrick como Sra. Stephanie Graham
- Agnes Moorehead como Sra. Mathews
- Everett Sloane como Kopeikin
- Jack Durant como Gogo Martel
- Eustace Wyatt como Professor Haller
- Jack Moss como Peter Barnat